# 江苏省句容经济开发区
江苏省句容经济开发区是中华人民共和国江苏省鎮江市句容市的一个省级开发区。辖区即是黄梅街道，但以开发区之名列为句容市的一个类似乡级单位。或称句容开发区（黄梅街道）。
1992年设立，1993年，升级为省级开发区。根据国家统计局网站数据，2009年时，开发区下辖七个居委会：三台阁、三里井、西庙（社区）、杨塘岗、上路、赤岗、寨里。
2013年9月23日，江苏省人民政府批复同意撤销华阳镇，以原华阳镇的三台阁、三里井、杨塘岗、西庙、赤岗、寨里6个居委会区域和黄梅、莲塘、后塘、九华、新塘、南巷、大卓、下荫、姚徐、河桥、石狮、后莘、杜家山13个村委会区域，设立黄梅街道办事处，街道办事处驻华阳西路15号。
2016年，开发区争取升级为国家级开发区。行政上，由江苏省句容经济开发区管理委员会管辖。管理委员会下辖8个副科级部门。

## 行政区划
江苏省句容经济开发区下辖以下村级行政区划单位：
后莘村、杜家山村、石狮村、河桥村、姚徐村、三台阁社区、三里井社区、西庙社区、杨塘岗社区、赤岗社区、寨里社区、黄梅社区、大卓社区、河滨社区、葛仙社区、黄梅村、莲塘村、后塘村、九华村、南巷村、新塘村、大卓村和下荫村。